# Ameropterus longistigma
Ameropterus longistigma is een insect uit de familie vlinderhaften (Ascalaphidae), die tot de orde netvleugeligen (Neuroptera) behoort. De soort komt voor in Argentinië.